# 김중업건축박물관
김중업건축박물관은 경기도 안양시 만안구 석수동에 있는 박물관이다.

## 개요
김중업건축박물관은 안양의 뿌리와 역사를 이해할 수 있는 안양사지와 근대 건축계 거장인 김중업의 건축물을 동시에 만날 수 있는 장소이다.

## 연혁
- 2007년 5월 28일 : 토지매입(안양시)
- 2009년 6월 1일 : 김중업박물관 리모델링 공사 설계용역 착공
- 2009년 6월 : 매장유물 발굴조사 실시
- 2009년 10월 6일 : 안양사 명문와편 발굴
- 2011년 6월 : 매장유물 발굴조사 완료
- 2012년 10월 8일 : 김중업박물관 리모델링 공사 설계용역 완료
- 2013년 1월 7일 : 공사 착공
- 2013년 10월 31일 : 준공
- 2014년 3월 28일 : 김중업박물관 개관
- 2016년 8월 18일 : 김중업건축박물관으로 명칭 변경

## 시설
총 3개의 시설이 있다. 그중 특별전시관과 교육관은 안양박물관과 함께 사용한다.

### 김중업건축박물관
김중업이 설계한 유유산업 공장 건물 중 하나로 현재는 김중업건축박물관 상설전시실과 안내데스크 등의 공간으로 구성되어 있다. 총 2층이다.

### 특별전시관
김중업이 설계한 유유산업 공장 건물 중 하나로 현재는 안양박물관 상설전시실과 안내데스크, 사무실 등의 공간으로 구성되어 있다. 총 2층이다.

### 교육관
박물관 교육프로그램을 진행하는 공간이다. 총 1층이다.

## 인근 시설
- 안양예술공원
- 안양박물관

## 교통
● 수도권 전철 1호선 - 관악역

## 같이 보기
- 안양박물관